# IMG格式
IMG是一種檔案歸檔格式（archive format），主要用於建立磁碟的映像檔案（disk image），它可以用來封裝儲存整個磁碟（通常指軟磁碟，Floppy Disk或Diskette）或整片光碟的內容。".IMG"便是該檔案格式的副檔名。
由於.ISO只能封存使用ISO9660和UDF這兩種檔案系統的儲存媒介，即.ISO只能拿來封存CD或DVD，因此發展出了.IMG。它是以.ISO格式為基礎，新增可封存使用其它檔案系統的儲存媒介的能力，因此.IMG這個檔案格式可視為.ISO格式的一種超集合。.IMG可向後相容於.ISO，在封存CD或DVD的情況下，.IMG和.ISO這兩種格式所產生出來的內容是一樣的。
這個檔案格式不是麥金塔磁碟映像檔（Macintosh Disk Image）所专有，麥金塔磁碟映像檔是由Aladdin Systems（現在稱為Allume Systems）ShrinkWrap與Apple Disk Copy for Mac OS這兩個工具軟體所共用的副檔名。

## 格式細節
一個IMG包含了磁碟內容的回收機制（raw dump）。除了與Disk Copy Fast該工具軟體完全不相容，其他多個軟體供應廠商與其他軟體都可以支援它。它包含的資料內容與IMA檔案格式完全相同。

## 支援與研發
IMG檔案格式目前可被一些工具軟體所支援，包含GNU Project RaWrite & RaWrite2，RawWrite for Windows，以及WinRawrite。它可以被微軟的工具軟體所存取，包含Microsoft Virtual Machine／Microsoft Virtual Server與WinImage。
Nero Burning ROM在6.0以前的版本支援讀取IMG檔案格式來建立可開機的CD磁片（bootable CD），但是以後的版本都把它列入IMA的檔案格式。
它是第一個最常使用也是最流行在HDCopy與DiskDupe這兩個DOS工具軟體的檔案格式。
較知名的Windows下可創建、編輯IMG檔案的軟體有WinImage。

## 用途
IMG可以做為以下用途：
- 數位儲存、傳輸、以及整片軟碟內容的複製。
- 可掛載到虛擬軟碟上。